# تاريخ البرازيل منذ 1985

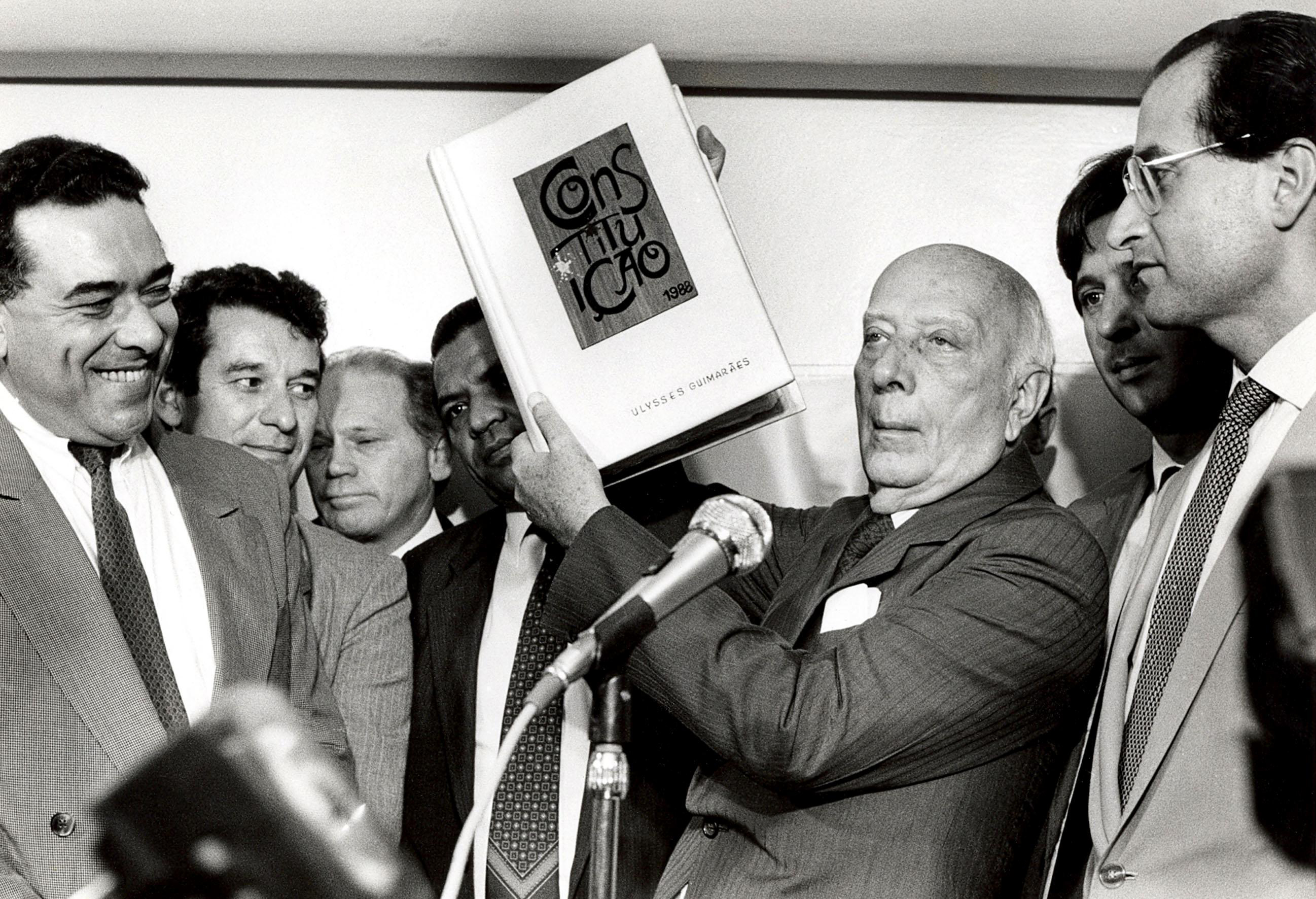

التاريخ البرازيلي منذ عام 1985، والمعروف أيضًا باسم الجمهورية البرازيلية السادسة أو الجمهورية الجديدة، هو الفترة المعاصرة من تاريخ البرازيل، بدأت عندما جرت استعادة الحكومة المدنية بعد إنهاء النظام العسكري الذي تأسس بانقلاب عام 1964 واستمر 21 عامًا. وصل التفاوض بشأن الانتقال إلى الديمقراطية إلى ذروته بالانتخابات غير المباشرة التي أجراها الكونغرس البرازيلي وفاز بها تانكريدو نيفيس. انتمى نيفيس إلى حزب الحركة الديمقراطية البرازيلية، وهو حزب معارض عارض النظام العسكري بشكل دائم. نيفيس هو أول رئيس مدني يُنتخب منذ عام 1964.
انتُخب نيفيس ليتولّى منصب الجنرال جواو فيغيريدو، آخر رؤساء المجلس العسكري الذين يعيَّنون من قبل سلفهم. رُحِّب بالانتقال باعتباره فجر جمهورية جديدة (بالبرتغالية: Nova República) بالمقارنة مع República Velha (الجمهورية القديمة)، وهي الحقبة الأولى للجمهورية البرازيلية، تمتد من عام 1889 حتى عام 1930. أصبح الانتقال مرادفًا للمرحلة المعاصرة للجمهورية البرازيلية والمؤسسات السياسية التي أنشئت في أعقاب إعادة إرساء الديمقراطية في البلاد.
تعرّض الرئيس المنتخب تانكريدو نيفيس لوعكة صحية عشية تنصيبه ولم يتمكن من الحضور. فجرى تنصيب زميله المرشح، جوزيه سارني، كنائب للرئيس وشغل مكان نيفيس كرئيس بالنيابة. عندما توفي نيفيس دون أن يؤدي اليمين الدستورية، نجح سارني عندئذ في تولي الرئاسة. غالبًا ما تعتبر المرحلة الأولى من الجمهورية البرازيلية الجديدة -ابتداءً من تنصيب جوزيه سارني في عام 1985 وحتى تنصيب فرناندو كولور في عام 1990- فترةً انتقاليةً حيث ظل دستور 1967-1969 ساري المفعول، والسلطة التنفيذية ما تزال تتمتع بحقوق النقض، وكان الرئيس قادرًا على الحكم بالمراسيم. اعتُبر الانتقال نهائيًا بعد أن دخل دستور البرازيل الحالي، الذي وُضع عام 1988، حيز التنفيذ الكامل في عام 1990.
في عام 1986، أُجريت الانتخابات من أجل إنشاء جمعية تأسيسية وطنية لصياغة وتبني دستور جديد للبلاد. بدأت الجمعية التأسيسية مداولاتها في فبراير 1987 واختتمت عملها في 5 أكتوبر 1988. صدر دستور البرازيل الحالي في عام 1988 واستكمل المؤسسات الديمقراطية. استبدل الدستور الجديد التشريعات الاستبدادية التي بقيت من النظام العسكري.
في عام 1989، أجرت البرازيل أول انتخابات للرئاسة عن طريق الاقتراع الشعبي المباشر منذ انقلاب عام 1964. فاز فرناندو كولور بالانتخابات ونُصِّب في 15 مارس 1990 كأول رئيس يُنتخب بموجب دستور 1988.
منذ ذلك الحين، انقضت سبع ولايات رئاسية، دون أي تمزق للنظام الدستوري:
- ترأس الولاية الأولى الرئيسان كولور وفرانكو. عُزل كولور بتهمة الفساد في عام 1992 واستقال من منصبه، وخلفه نائبه في الرئاسة إيتامار فرانكو؛
- ترأس الولايتين الثانية والثالثة إدارة فيرناندو أنريك كاردوسو من عام 1995 إلى عام 2002؛
- في الفترتين الرئاسيتين الرابعة والخامسة شغل لويس إيناسيو لولا دا سيلفا منصب الرئيس؛
- كانت الفترة السادسة هي ولاية ديلما روسيف الأولى.
- بدأت الولاية السابعة بعد إعادة انتخاب روسيف 2014. كان من المقرر أن تنتهي فترة ولايتها الثانية في عام 2018، لكنها عُزلت بسبب انتهاكاتها لقوانين الميزانية والمسؤولية المالية في عام 2016. خلفها نائبها، ميشال تامر، في 31 أغسطس 2016 بعد قضائه فترة طويلة كرئيس بالنيابة خلال محاكمة عزل روسيف، وفي نهاية المطاف تولى منصب الرئاسة بعد الانتهاء من إقالة روسيف.
- الولاية الثامنة والحالية برئاسة جايير بولسونارو.

## الانتقال صوب الديمقراطية
وقّع الرئيس العسكري الأخير، جواو فيغيريدو، قانون العفو العام لجميع الجرائم السياسية، وتابع تدريجيًا عملية تثبيت الديمقراطية التي بدأها جيزل، قائلًا إنه يريد «جعل هذه البلاد ديمقراطية».
غير أن الانتقال نحو الديمقراطية، الذي أنهى النظام العسكري في عام 1985 وحفّز اعتماد دستور جديد ديمقراطي في عام 1988، كان انتقالًا مضطربًا.
وردّ المتشددون على بداية الانتقال إلى الديمقراطية بسلسلة من التفجيرات الإرهابية. في أبريل 1981، بعد سلسلة طويلة من التفجيرات وأعمال العنف الأخرى، انفجرت قنبلة قبل الأوان في إحدى السيارات وقتلت أحد الرجال الموجودين فيها وأصابت الآخر بجروح خطيرة. تبيّن أنهم يعملون مع قسم العمليات المعلوماتية-مركز عمليات الدفاع الداخلي (DOI-CODI) بموجب الأوامر المباشرة من «قيادة الجيش الأول» في الإرهاب، لكن لم يُعاقب أي شخص منهم. عزز هذا الحادث وتراخي النظام من تصميم الجمهور على إنهاء الحكم العسكري. علاوة على ذلك، واجه فيغيريدو مشكلات كبيرة أخرى، مثل ارتفاع التضخم وتراجع الإنتاجية وتزايد الديون الخارجية.

## ثمانينيات القرن العشرين «العقد الضائع»: الركود والتضخم والأزمة
أدى التحرر السياسي وتدهور الاقتصاد العالمي إلى حدوث مشاكل اقتصادية واجتماعية في البرازيل. في عامي 1978 و 1980، وقعت إضرابات ضخمة في الحلقة الصناعية حول ساو باولو. أكد المحتجون أن الزيادات في الأجور المفهرسة وفق معدل التضخم كانت أقل بكثير من مستوى المعيشة المقبول. قُبض على رؤساء النقابات، بمن فيهم الرئيس والمرشح للرئاسة للمرة الثالثة لويس إيناسيو دا سيلفا، لانتهاكهم قوانين الأمن القومي. فرض صندوق النقد الدولي (آي إم إف) برنامج تقشف شديد على البرازيل. وبموجب هذا البرنامج، تعيّن على البرازيل عدم رفع الأجور للقضاء على التضخم. في الشمال والشمال الشرقي، وحتى في ريو غراندي دو سول المزدهرة نسبيًا، احتل سكان الريف الفقراء أراض خاصة غير مستخدمة، ما أجبر الحكومة على إنشاء وزارة جديدة لإصلاح الأراضي. زاد التوتر مع الكنيسة الرومانية الكاثوليكية -المؤيد الرئيسي للتغيير المجتمعي- ووصل إلى ذروته في أوائل الثمانينيات إبّان طرد القساوسة الأجانب المشاركين في قضايا الإصلاح السياسي والزراعي.
لمعالجة الديون المرتفعة، شددت إدارة فيغيريدو على الصادرات -المواد الغذائية والموارد الطبيعية والسيارات والأسلحة والملابس والأحذية وحتى الكهرباء- ووسّعت عمليات التنقيب عن النفط من قبل الشركات الأجنبية. في العلاقات الخارجية، كان الهدف هو إقامة علاقات مع أي بلد من شأنه أن يسهم في تنمية الاقتصاد البرازيلي. ظلت واشنطن على مسافة معينة، وجرى التأكيد على الحوار بين الشمال والجنوب.
في عام 1983، تعثّر الاقتصاد حين انخفض الناتج المحلي الإجمالي بنسبة 5.0%، والذي تسارع أثره من خلال ارتفاع التضخم وفشل القيادة السياسية. تدهورت حالة فيغيريدو الصحية واستلزم الأمر إجراء عملية جراحية في الولايات المتحدة، ما أدى إلى ابتعاده عن زمام السيطرة على الموقف. في مشهد مثير للإعجاب، خرج الملايين من البرازيليين إلى الشوارع في جميع المدن الكبرى مطالبين بإجراء تصويت مباشر (Diretas Já!) لاختيار الرئيس المقبل. في أبريل 1984، فشل الكونغرس في الوصول إلى الأرقام المطلوبة لتلبية رغبة الشعب، وتُرك الخيار للهيئة الانتخابية. لم يتصرف فيغيريدو بحزم في دعم خيار معين، ما أدى إلى تهافت المرشحين في جمع الأصوات الجماعية.